# Meleoma dolicharthra
Meleoma dolicharthra är en insektsart som först beskrevs av Navás 1914.  Meleoma dolicharthra ingår i släktet Meleoma och familjen guldögonsländor. Inga underarter finns listade i Catalogue of Life.